# Aigyr-Dschal 2

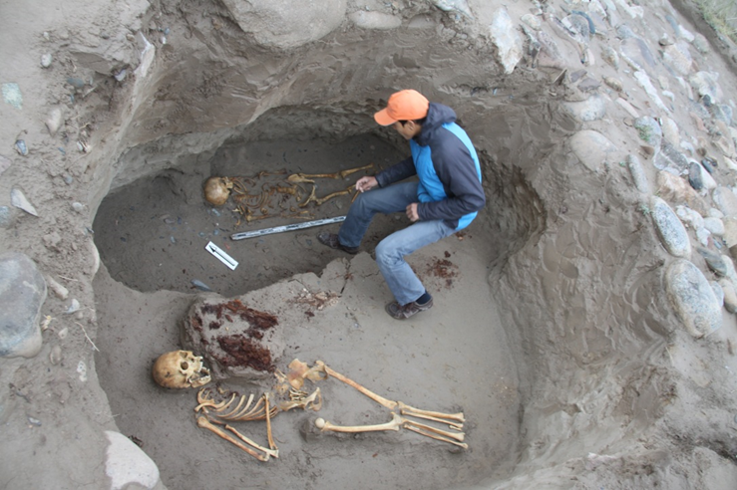
Menschliche Knochen

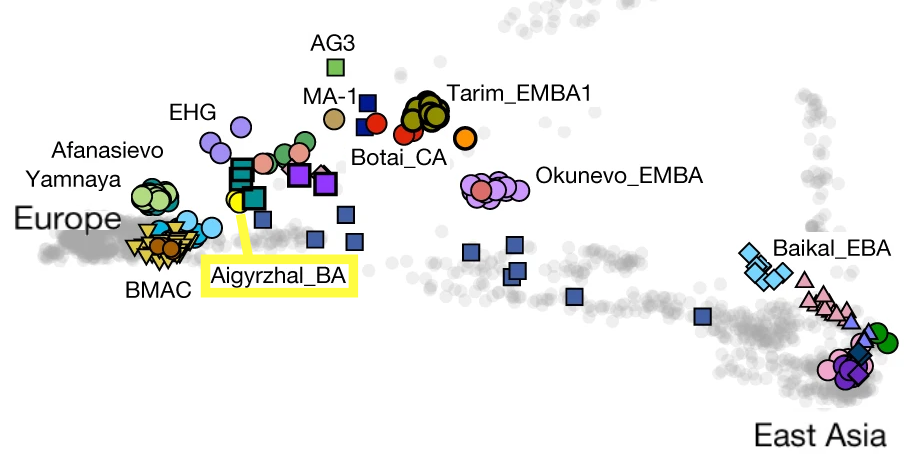
Genetische Nähe der Funde Aigyr-Dschal (Gelb), zu alten (Farbe) und modernen (grauen) Populationen.

Aigyr-Dschal 2 ist eine Ausgrabungsstätte der University of Central Asia in der Stadt Naryn in Kirgisistan. Sie ist Teil der größeren Stätte Aigyr-Dschal. Aigyr-Dschal 2 ist der einzige Beleg menschlicher Besiedlung im Tien-Schan vom Mesolithikum bis zum Mittelalter. Aigyr-Dschal 2 wurde 1953 von Akhmat Kibirov entdeckt. In der Sowjetzeit wurde die Stätte teilweise zerstört, inzwischen steht sie unter Denkmalschutz.

## Ausgrabung
Die ersten archäologischen Ausgrabungen in Aigyr-Dschal 2 begannen 2012 durch Kubat Tabaldijew und andere Archäologen. Er wurde von Vertretern der University of Central Asia eingeladen, die beim Bau der Straße neben dem Gelände menschliche Knochen fanden.

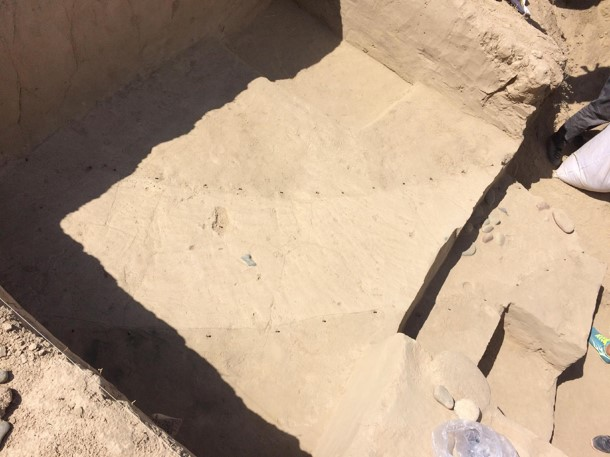
Mauerreste
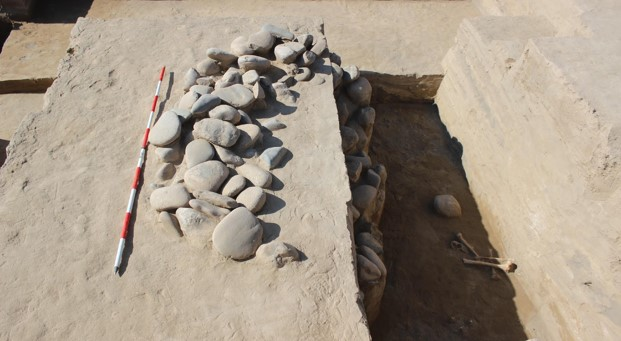
Steinstruktur
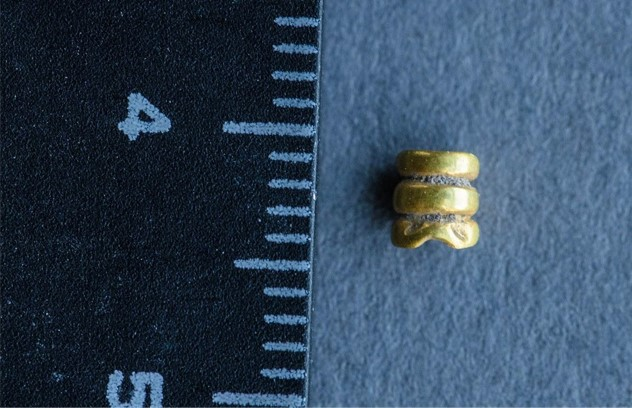
Goldene Dekoration